# ルビー・チューズデイ
「ルビー・チューズデイ」(Ruby Tuesday)は、ローリング・ストーンズの楽曲。作詞・作曲はミック・ジャガーおよびキース・リチャーズ。1967年にシングル「夜をぶっとばせ」と両A面シングルとして発表された。

## 解説
イギリスでは1967年1月13日、アメリカではその翌日の1月14日にリリースされた。元々この曲はシングルのB面として扱われたが、A面の「夜をぶっとばせ」が歌詞に性的な表現があり、アメリカの放送局でオンエアされなくなる恐れがあったため、マネージャーのアンドリュー・ルーグ・オールダムの機転で、両A面シングルとして発売することになった。アメリカのビルボードでは「夜を…」が55位止まりなのに対し、この曲は1位となり、ゴールドディスクも獲得している。イギリスでは3位を記録。
録音は1966年11月16日、ロンドンのオリンピック・スタジオで行われた。ピアノとリコーダーはブライアン・ジョーンズが担当している（ピアノはジャック・ニッチェという説もある）。不安定な音のコントラバスは、キース・リチャーズとビル・ワイマンが二人がかりで弾いたもの（ワイマンが弦を押さえ、リチャーズが弓を弾いた）。
ジャガーは「俺はこの曲の作詞・作曲のどちらにも関わっていない」と語っているため、リチャーズ単独で書かれたものと思われる。リチャーズはこの曲について、彼が1960年代中頃に交際していたリンダ・キースとの破局を書いたものだとしており、彼女と別れた日がちょうど火曜日だったという。ジャガーは「メロディも歌詞もすごくいい」と、この曲を気に入っているようだが、1970年代には「もうこの曲はやりたくない。何か馬鹿陽気になっちゃうんでね」とも語っていた 。
「ローリング・ストーンの選ぶオールタイム・グレイテスト・ソング500」で、303位にランクインした。

## コンサート・パフォーマンス
リリース当時の1967年にはコンサートのレパートリーに入れられており、また当時のテレビ出演時にもよく披露されていた。しかしその後20年以上にわたりセットリストから外され、1989年の「スティール・ホイールズ・ツアー」から再び披露されるようになった。1991年のライブアルバム『フラッシュポイント』に、1990年の日本公演の模様が収録されており、さらにシングルカットもされた。

## カバー
- ザ・タイガース／アルバム『THE TIGERS ON STAGE』（1967年）に収録。
- メラニー／アルバム『Candles in the Rain』（1970年）に収録。
- ナザレス／アルバム『The Catch』（1984年）に収録。
- シーナ＆ロケッツ／ライブアルバム『CAPTAIN GUITAR AND BABY ROCK』（1986年）に収録。
- ジュリアン・レノン／サウンドトラック『The Wonder Years: Music from the Emmy Award-Winning Show & Its Era』（1989年）に収録。
- ロッド・スチュワート／編集アルバム『Lead Vocalist』（1993年）に収録。
- マリアンヌ・フェイスフル／ロンドン交響楽団によるカバーアルバム『Symphonic Music of The Rolling Stones』（1994年）に収録。
- フランコ・バッティアート／アルバム『Fleurs』（1999年）に収録。
- ザ・コアーズ／アルバム『VH1 Live in Dublin』（2002年）に収録。ロン・ウッドが参加している。
- ゴットハード／アルバム『One Life One Soul』（2002年）に収録。
- シルヴィ・ヴァルタン／アルバム『Nouvelle Vague』（2007年）に収録。
- デクラン・ガルブレイス／アルバム『You and Me』（2007年）に収録。
- スコーピオンズ／アルバム『暗黒の蠍団』（2011年）に収録。
- yanokami／アルバム『遠くは近い』（2011年）に収録。